# 사샤 드라쿨리치
사샤 드라쿨리치(세르비아어: Саша Дракулић, Saša Drakulić, 1972년 8월 28일~)는 세르비아의 전직 축구 선수이다. 현역 시절 포지션은 공격수였다. 대한민국의 프로축구인 K리그에서 활약했으며 이 당시 등록명은 샤샤였다.

## 클럽 경력
1993년에서 1994년까지 유고슬라비아의 명문구단인 레드 스타 베오그라드에서 활약하였다.
1995년 부산 대우 로얄즈로 이적하며 K리그 무대에 첫 발을 내디뎠다. 1995년 6월 21일 일화 천마와의 경기에서 K리그 데뷔골을 기록했다. 첫 시즌 8골을 넣는 활약으로 자신의 이름을 각인시켰으며 1998년까지 정규리그 57경기에 나서 16골을 넣었고 1998년 7월 수원 삼성 블루윙즈로 이적하였다.
수원으로 이적한 첫 시즌에 18경기에서 8골을 넣으며 팀의 1998 K리그 우승에 일조하였으며 1999 K리그에선 26경기에서 18골을 넣는 뛰어난 활약으로 득점왕을 차지하며 팀의 리그 2연패를 이끌었다. 하지만 그는 챔피언 결정 2차전인 부산 대우 로얄즈와의 경기에서 일명 신의 손으로 골을 성공시켜 많은 논란을 일으켰다. 결국 그는 그해 최고의 활약을 펼쳤음에도 불구하고 MVP는 준우승팀 부산 대우 로얄즈의 안정환에게 넘기고 만다.
2000년 가시와 레이솔에 입단하며 J리그에 진출하였으나 2000년 5월, 수원 삼성 블루윙즈 소속의 황선홍이 가시와 레이솔로 그리고 샤샤가 다시 수원 삼성 블루윙즈로 이렇게 임대 형식의 맞트레이드가 성사되어 수원 삼성으로 임대 이적하면서 5개월만에 K리그에 복귀하였다. 그러나 2000년 7월 수원 삼성에서 방출되어 자유계약 선수로 풀렸으며 그 후 2000년 12월에 성남 일화 천마에 입단하였다.
2002년 3월 17일에 열린 부천 SK와의 경기에서 홀로 5골을 넣는 엄청난 활약을 펼치며 팀의 6-0 승리를 이끌었다. 성남은 샤샤가 활약한 2001년부터 2003년까지 K리그에서 연속 우승을 차지하며 3연패라는 업적을 남겼다. 샤샤는 성남에서 정규리그 90경기에 나서 27골을 넣는 활약으로 성남의 리그 3연패에 크게 일조하였다.
2004년, 키프로스의 AEK 라르나카로 이적하며 K리그를 떠났다.

## 수상 내역

### 클럽

#### 부산 대우 로얄즈
- K리그 우승 1회 : (1997년)
- 리그컵 우승 2회 : (1997년-아디다스컵), (1997년-프로스펙스컵)

#### 수원 삼성 블루윙즈
- K리그 우승 2회 : (1998년, 1999년)
- 리그컵 : 우승 2회 (1999년-아디다스컵), (1999년-대한화재컵)
- 슈퍼컵 : 우승 1회 (1999년)

#### 성남 일화 천마
- K리그 우승 3회 : (2001년, 2002년, 2003년)
- 리그컵 우승 1회 : (2002년-아디다스컵)

### 개인
- K리그 득점상 : 1999년
- K리그 베스트 11 : 1998년, 1999년

## 기타
- 나토 (북대서양조약기구)의 유고 공습이 한창이던 1999년 초, 3월 31일 부천 SK와의 경기에서 결승 헤딩골을 터뜨리고 카메라를 향해 NATO, Stop Assail(나토는 공격을 중단하라)'이라고 적은 언더셔츠를 내보여 화제가 되었다.
- 2013년 6월 6일 MBC 무릎팍도사에 게스트로 출연한 한고은이 사샤와의 친분을 이야기하여 화제가 되었다.